# Соколов, Александр Васильевич (железнодорожник)
Александр Васильевич Соколов — советский хозяйственный, государственный и политический деятель, Герой Социалистического Труда.

## Биография
Родился в 1906 году в Вологодской губернии. Член КПСС с 1930 года.
С 1926 года — на хозяйственной, общественной и политической работе. В 1926—1966 гг. — кочегар, помощник машиниста. машинист, машинист-инструктор в локомотивном депо Ленинград-Финляндский Октябрьской железной дороги, машинист Дороги жизни во время блокады Ленинграда, старший машинист паровозного депо Ленинград-Финляндский Октябрьской железной дороги.
Указом Президиума Верховного Совета СССР от 1 августа 1959 года присвоено звание Героя Социалистического Труда с вручением ордена Ленина и золотой медали «Серп и Молот».
Делегат XXII съезда КПСС.
Умер в Ленинграде в 1976 году. Похоронен на Богословском кладбище.